# Ziziphus piurensis
Ziziphus piurensis är en brakvedsväxtart som beskrevs av Pilger. Ziziphus piurensis ingår i släktet Ziziphus och familjen brakvedsväxter. Inga underarter finns listade i Catalogue of Life.